# Темнівка
Темні́вка — село в Україні, у Харківському районі Харківської області. Населення становить 410 осіб. Село у складі Безлюдівської громади.
У селі розташована Темнівська виправна колонія № 100.

## Історія
Тернівка заснована переселенцями з села Шубіне в 1638 році.

## Населення

### Мова
Розподіл населення за рідною мовою за даними перепису 2001 року:
| Мова            | Кількість | Відсоток |
| --------------- | --------- | -------- |
| російська       | 354       | 86.34%   |
| українська      | 53        | 12.93%   |
| інші/не вказали | 3         | 0.73%    |
| Усього          | 410       | 100%     |

## Географія
Село Темнівка знаходиться на лівому березі річки Уда, вище за течією на відстані в 2 км розташований смт Васищеве, нижче за течією на відстані 0,5 км розташоване село Шубіне, на протилежному березі — село Водяне. Через село проходить автомобільна дорога Р78. До села примикає великий лісовий масив (сосна).
Відстань до райцентру становить близько 25 км і проходить автошляхом Р78.

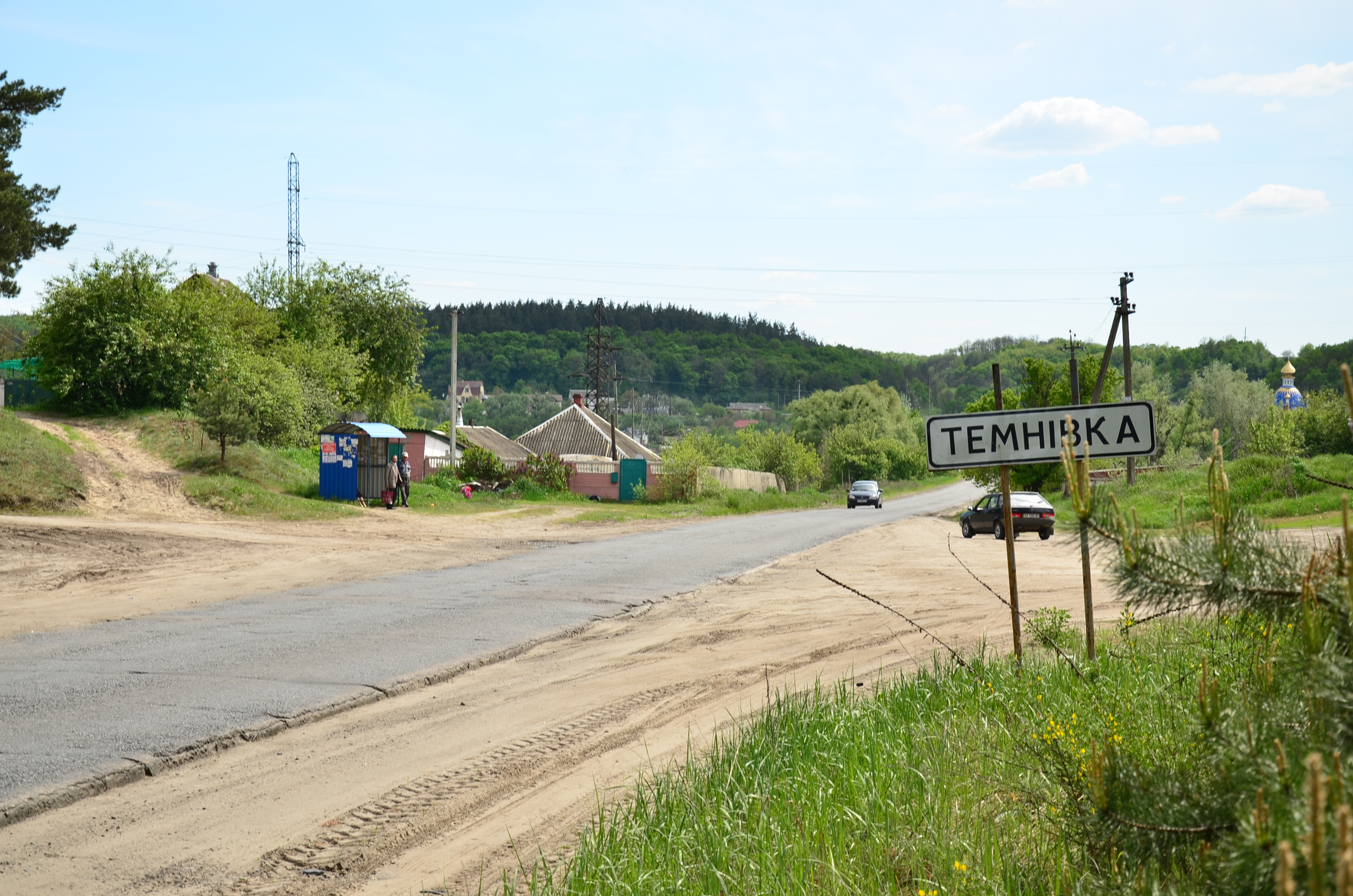
Дорожній знак на в'їзді до села
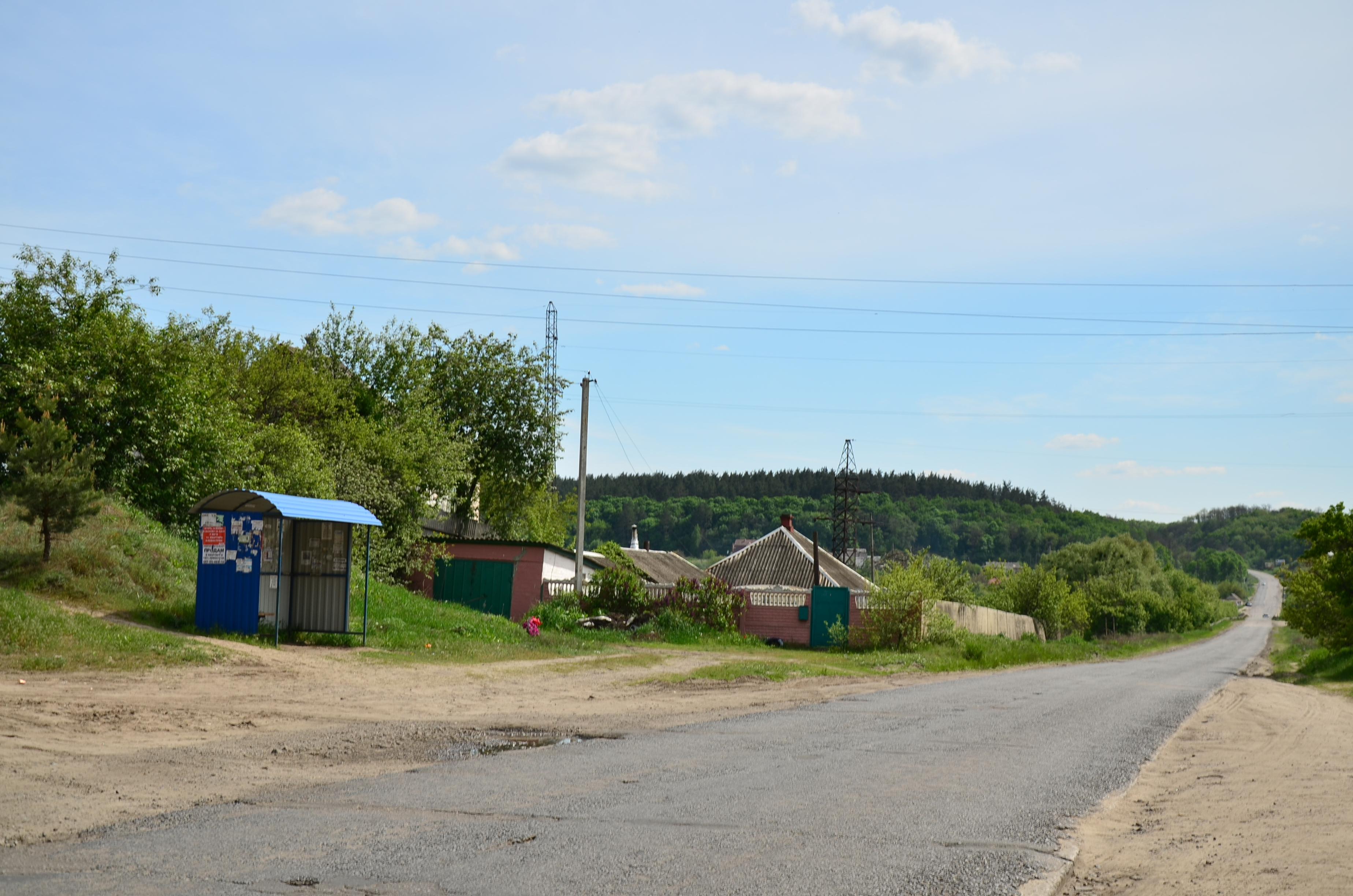
Автобусна зупинка "Темнівка"
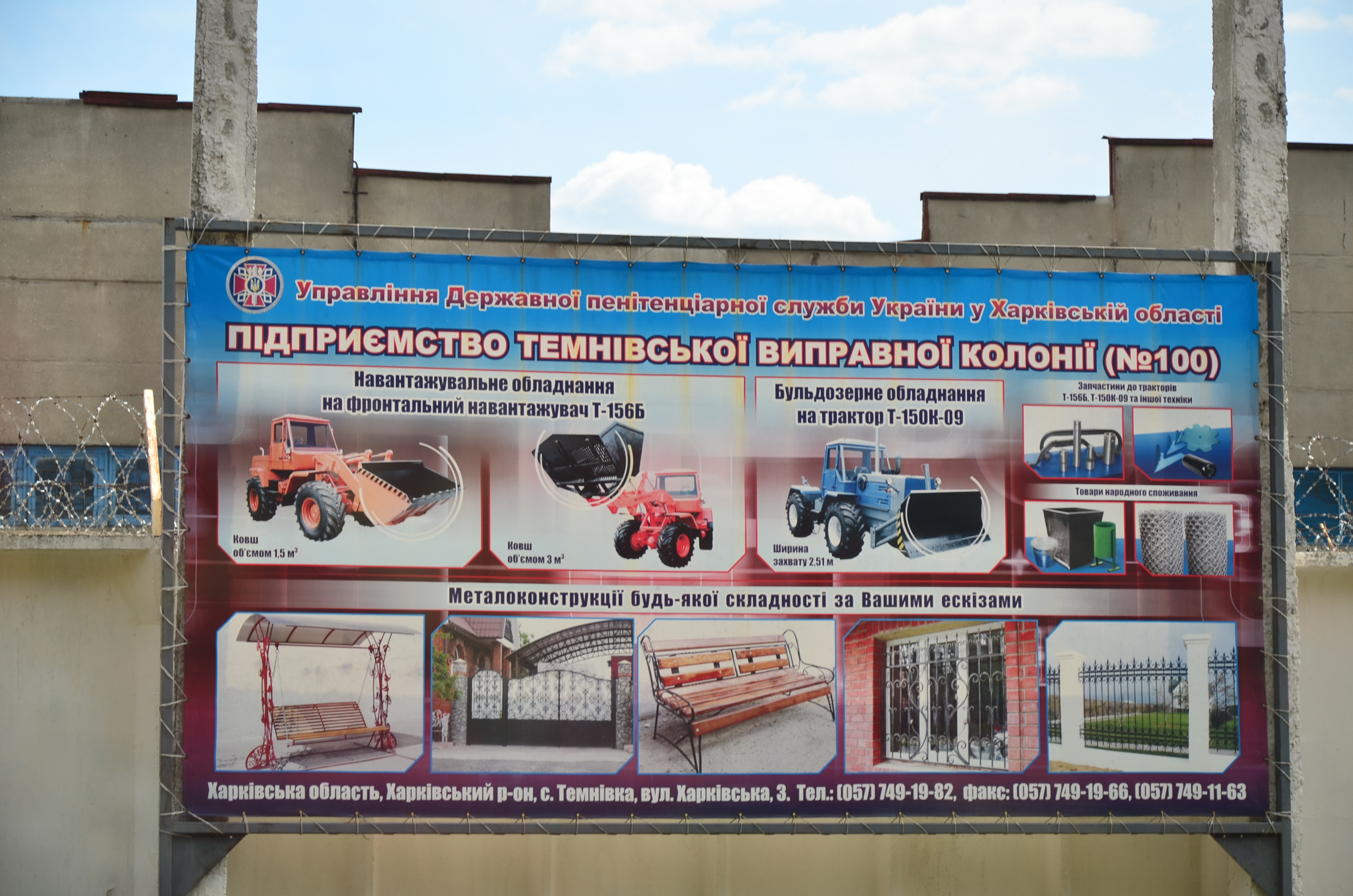
Темнівська виправна колонія
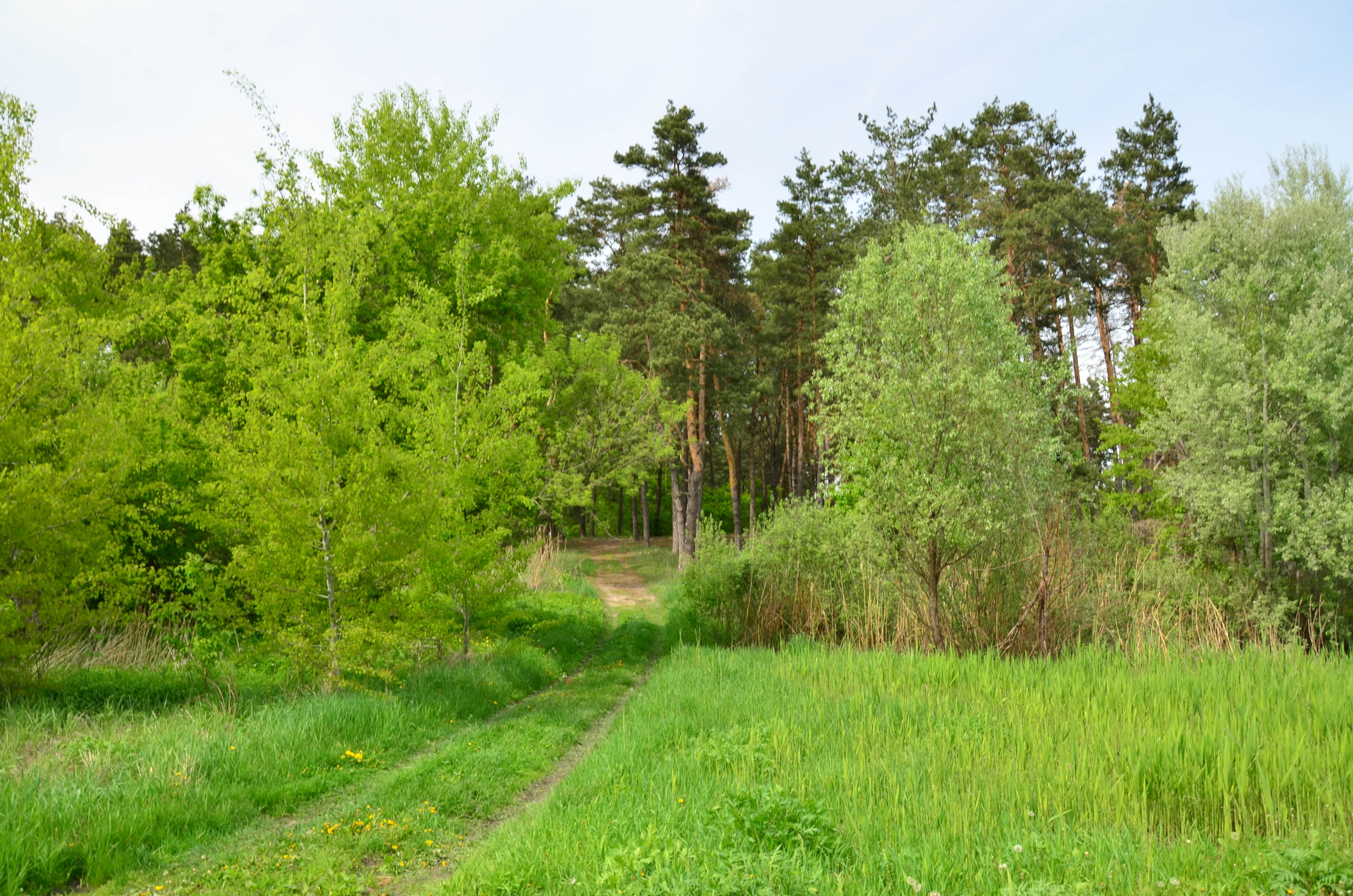
Ліс біля Темнівки
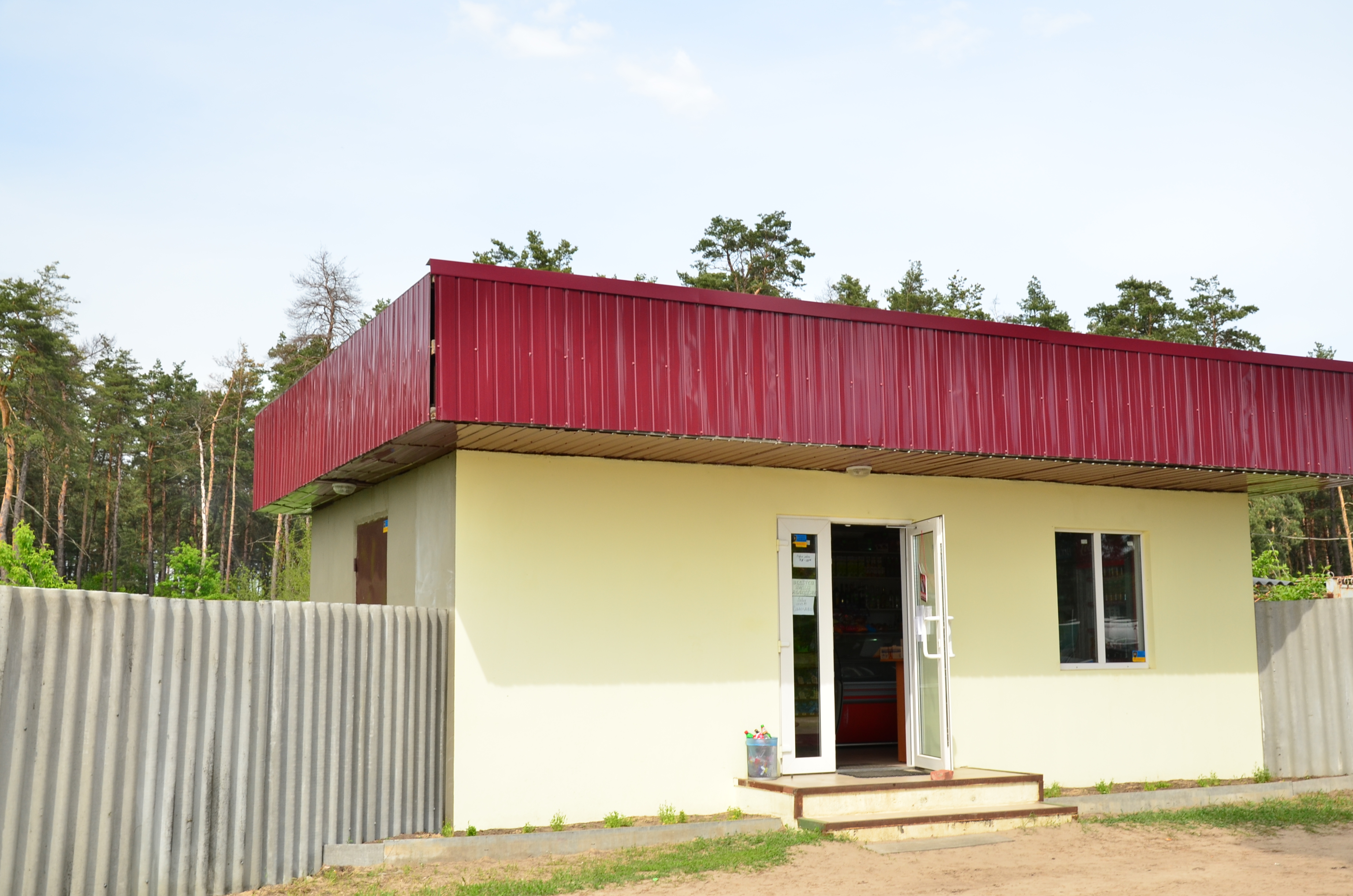
Магазин
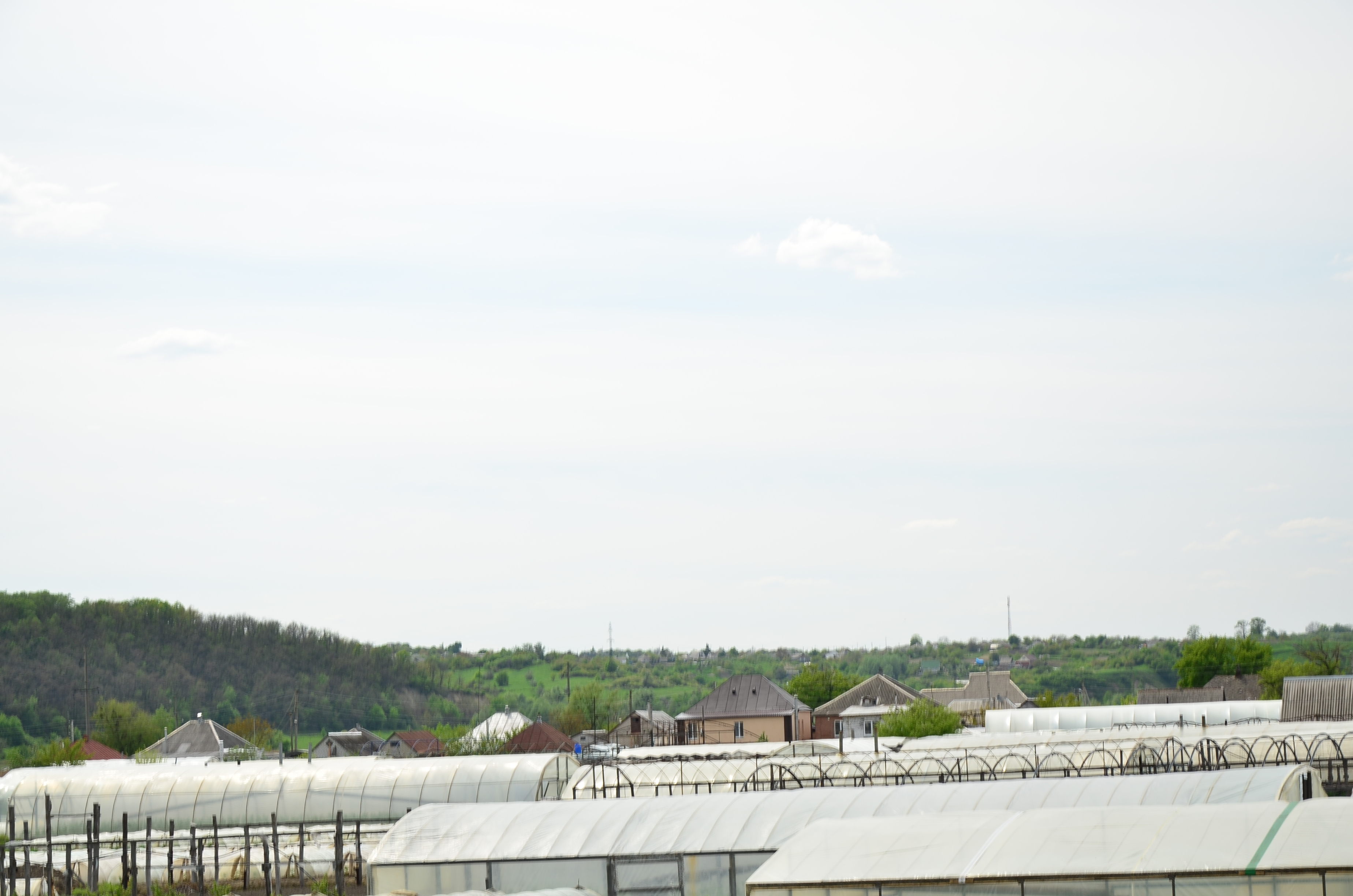
Теплиці